# 143 (getal)
143 (honderddrieënveertig) is een oneven natuurlijk getal tussen 142 en 144.
Het kan geschreven worden als 	11 × 13.

## Varia
- 143 is een Devlaligetal
- de som van drie opeenvolgende priemgetallen (43 + 47 + 53),
- de som van zeven opeenvolgende priemgetallen (11 + 13 + 17 + 19 + 23 + 29 + 31),
- Katy Perry nam een album op met de titel 143.